# Wildtyp

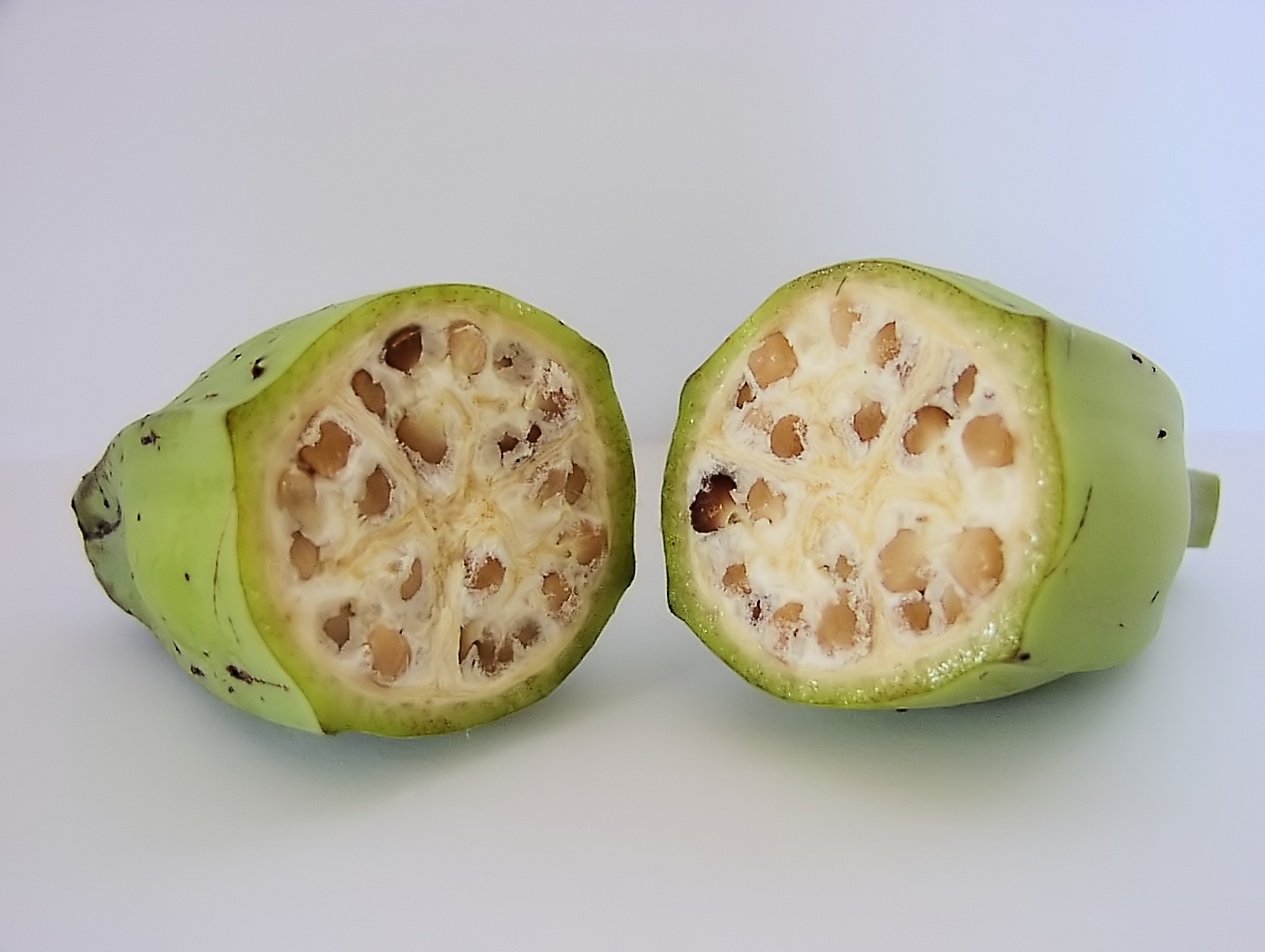
Eine Banane als Wildtyp mit einer Vielzahl an harten Kernen

Als Wildtyp, oder Wildform, wird in der Genetik bei Pflanzen, Tieren und auch Viren,  ein Lebewesen aber auch ein Virus bezeichnet, dessen Genom in einem Zustand vorliegt, wie er natürlicherweise durch die Evolution entstanden ist. Der Begriff wird sowohl für den gesamten Organismus als auch für einzelne Gene oder auch für erstmals in der Natur nachgewiesene Viren verwendet. Bei Lebewesen wird von dem oder den Wildtyp-Allel(en) gesprochen; davon abweichende Allele werden als mutante Allele und die Organismen als Mutanten bezeichnet. Wenn die Mutanten einen bedeutenden Anteil in der Population erreichen, spricht man von Polymorphismus.
Nicht-Wildtypen entstehen durch Mutation. Allele, die nicht dem Wildtyp entsprechen, sind in geringer Häufigkeit in der Natur vorhanden. Sie sind in den meisten Fällen rezessiv und können sich deshalb im Phänotyp oft nur zeigen, wenn sie homozygot vorliegen. Wenn man Verwandte miteinander kreuzt (Inzucht), werden diese Allele häufiger sichtbar, weil die Nachkommen von beiden Elterntieren jeweils das rezessive mutierte Gen erben können. Nachteilige Mutationen entstehen oft auch spontan, würden unter natürlichen Bedingungen aber aussterben. Unter Laborbedingungen oder in der Haustierzucht bleiben solche Mutationen dagegen oft erhalten, da sie gezielt weitergezüchtet werden.
Probleme, einen Wildtyp zu definieren, existieren oft bei nicht frei in der Natur vorkommenden Arten wie z. B. Mais. Hier wird als Wildtyp in einem Experiment meistens eine bestimmte Sorte angegeben.
Je nachdem, was gerade erforscht wird, gibt es Abwandlungen dieses Begriffs. So bezeichnet man bei der Erforschung der Genetik von verschiedenen Haut- und Fellfarben von Tieren und Pflanzen den Wildtyp als wildfarben.